# Luise
Luise ist ein weiblicher Vorname.

## Herkunft und Bedeutung
→ Hauptartikel: Ludwig
Bei Luise handelt es sich um die deutsche Variante des französischen Namens Louise, der weiblichen Form des Namens Louis, der wiederum eine französische Formulierung des deutschen männlichen Vornamens Ludwig ist.

## Verbreitung
Außerhalb des deutschen Sprachraums ist Luise lediglich in Dänemark verbreitet. Dort ist er recht geläufig, auch wenn er heute nicht zu den beliebtesten Vornamen zählt.
In der Schweiz und Österreich ist der Name ebenfalls sehr geläufig.
Bis in die 1920er Jahre gehörte Luise in Deutschland zu den beliebtesten Mädchennamen. Von der Mitte der 1930er bis in die Mitte der 1980er Jahre wurde der Name nur sehr selten gewählt. Seitdem steigt seine Popularität wieder an, sodass er inzwischen wieder zu den beliebtesten Mädchennamen zählt. Im Jahr 2021 stand er auf Rang 61 der beliebtesten Rufnamen. Als Folgename wird er weitaus häufiger gewählt und liegt dort auf Rang 4 der Hitliste. Das Verhältnis beträgt dabei 1:2,02. Zu beachten ist jedoch, dass in deutschen Namensstatistiken Luise und die französische Variante Louise als unterschiedliche Schreibweisen desselben Namens gehandhabt werden. Es lässt sich bestimmen, dass etwa 89 % der Namensträger den Namen in der Schreibweise Luise tragen. Ob die 11 % der Namensträger namens Louise französisch [lwiz] oder eingedeutscht [lu.ˈiː.zə] ausgesprochen werden, lässt sich jedoch nicht sagen.

## Varianten
- Dänisch: Louise, Luise
- Deutsch: Aloisia, Luisa, Luise, Ludowika, Ludwiga
- Diminutiv: Lou
- Englisch: Louise, Louisa
  - Schottisch-Gälisch: Liùsaidh
  - Diminutiv: Lou, Louella, Luella
- Estnisch: Loviise
- Finnisch: Loviisa
- Französisch: Louise
  - Diminutiv: Lou, Louisette
- Griechisch: Λουίζα Luíza
- Italienisch: Ludovica, Luigia, Luisa
  - Lateinisch: Ludovica
  - Diminutiv: Gina, Luigina, Luisella
- Kroatisch: Alojzija
- Litauisch: Liudvika
- Maorisch: Ruiha
- Niederländisch: Louisa, Louise
  - Diminutiv: Loes
- Norwegisch: Louise, Lovise
- Polnisch: Ludwika, Luiza
- Portugiesisch: Luísa
  - Brasilianisch: Luiza
- Rumänisch: Luiza
- Schwedisch: Lovisa, Lovis, Louise
  - Diminutiv: Lo, Lova
- Slowakisch: Alojzia, Lujza
- Slowenisch: Alojzija
- Spanisch: Luisa
  - Katalanisch: Lluïsa
  - Diminutiv: Luisina, Luisita
- Ungarisch: Lujza

Für männliche Varianten: siehe Ludwig #Varianten

## Namenstage
- 15. März: nach Luise de Marillac
- 21. Juni: nach Aloisius von Gonzaga
- 24. Juli: nach Luise von Savoyen
- 17. Oktober: nach Marie-Louise Vanot
- 18. Dezember: nach Luise Hensel

## Namensträgerinnen

### Luise
- Luise von Anhalt-Dessau (1631–1680), Herzogin von Liegnitz, Brieg, Wohlau und Ohlau
- Luise von Anhalt-Bernburg (1799–1882), durch Heirat Prinzessin von Preußen
- Luise von Anhalt-Dessau (1709–1732), Tochter von Leopold I. von Anhalt-Dessau
- Luise Auferbauer (* 1942), österreichische Autorin und Bergsteigerin
- Luise Marie Auguste Prinzessin von Baden (1779–1826), Großfürstin von Russland und Kaiserin von Russland, siehe Elisabeth Alexejewna
- Luise von Baden (1811–1854), badische Prinzessin
- Luise von Brandenburg-Schwedt (1750–1811), Fürstin und Herzogin von Anhalt-Dessau
- Luise Egloff (1804–1835), Schweizer Dichterin
- Luise Gruber (* 1984), österreichische Sängerin
- Luise Harkort, (1866–1966), deutsche Keramikerin
- Luise Henriette Karoline von Hessen-Darmstadt (1761–1829), Ehefrau Ludwigs I. von Hessen-Darmstadt, danach benannt der Luisenplatz in Darmstadt
- Luise Kinseher (* 1969), deutsche Kabarettistin und Schauspielerin
- Luise Kraushaar (1905–1989), deutsche Widerstandskämpferin und Historikerin
- Luise Limbach (1834–1909), deutsche Opern- und Operettensängerin
- Luise von Mecklenburg-Strelitz (1776–1810), Königin Luise von Preußen
- Luise Henriette von Oranien (1627–1667), Prinzessin von Oranien – verheiratet mit Kurfürst Friedrich Wilhelm von Brandenburg
- Luise von Österreich-Toskana (1870–1947), Kronprinzessin von Sachsen, Gemahlin von Friedrich August III.
- Luise Hollandine von der Pfalz  (1622–1709), Prinzessin von der Pfalz, Titular-Pfalzgräfin bei Rhein, Malerin und Kupferstecherin, Äbtissin des Klosters Maubuisson
- Luise Pompe (1908–2022), österreichische Altersrekordlerin
- Luise Ulrike von Preußen (1720–1782), preußische Prinzessin und Königin von Schweden
- Luise Marie Elisabeth von Preußen (1838–1923), Tochter von Kaiser Wilhelm I.
- Viktoria Luise von Preußen (1892–1980), Tochter Kaiser Wilhelms II.
- Luise F. Pusch (* 1944), deutsche Sprachwissenschaftlerin
- Luise Rainer (1910–2014), deutsch-US-amerikanische Schauspielerin
- Luise Rinser (1911–2002), deutsche Schriftstellerin
- Luise von Savoyen (1476–1531), Herzogin von Angoulême
- Luise von Savoyen (Selige) (1462–1503), französische Adlige und Nonne im Orden der Klarissen
- Luise Stadler (1864–1942), Schweizer Malerin, Töpferin und Kunstschul-Gründerin

### Louise
- Louise, Duchess of Argyll (1848–1939), Tochter von Königin Victoria
- Louise von Marillac (1591–1660), Ordensgründerin und Heilige
- Louise, Princess Royal (1867–1931), britische Prinzessin
- Louise von Großbritannien, Irland und Hannover (1724–1751), Königin von Dänemark
- Louise Sophie Arnold (* 2001), deutsche Schauspielerin
- Louise Beck (1822–1879), bayerische Mystikerin
- Louise Bodin (1877–1929), französische Journalistin und Feministin
- Louise Bourgeois (1911–2010), französisch-amerikanische Bildhauerin
- Louise Brooks (1906–1985), amerikanische Filmschauspielerin und Autorin
- Louise Cronstedt (* 1997), schwedische Handballspielerin
- Louise Fletcher (1934–2022), US-amerikanische Schauspielerin
- Louise Glück (1943–2023), US-amerikanische Lyrikerin, Essayistin und Nobelpreisträgerin für Literatur
- Louise von Hessen (1817–1898), Königin von Dänemark
- Louise Koppe (1846–1900), französische Feministin und Gründerin der Maisons maternelles
- Louise Mandrell (* 1954), US-amerikanische Country-Sängerin und -Musikerin
- Louise zu Mecklenburg (1667–1721), Königin von Dänemark
- Louise Michel (1830–1905), französische Autorin und Anarchistin
- Louise Moltke (1808–1839), deutsche Schauspielerin
- Louise Mushikiwabo (* 1961), ruandische Politikerin
- Louise Nevelson (1899–1988), US-amerikanische Bildhauerin
- Louise Redknapp (* 1974), britische Sängerin
- Mary Louise Roberts (1886–1968), neuseeländische Physiotherapeutin und Bergsteigerin
- Louise Saumoneau (1875–1950), französische Feministin und Sozialistin
- Louise von Schweden-Norwegen (1851–1926), Königin von Dänemark
- Louise Taglioni (1823–1893), italienische Ballerina
- Louise Tesdorpf (1835–1919), deutsche Schriftstellerin
- Louise Vet (* 1954), niederländische Biologin
- Madonna Louise Veronica Ciccone (* 1958), US-amerikanische Sängerin, Schauspielerin, Tänzerin und Autorin
- Codename der französischen Agentin Violette Szabo (1921–1945)

### Fiktive Namensträger
- Luise aus Kabale und Liebe (1784), bürgerliches Trauerspiel von Friedrich Schiller
- Luise – eine deutsche Muslima, Film (2007) von Beatrix Schwehm
- Luise (1795), Epos von Johann Heinrich Voß
- Luise Koschinsky, Comedyfigur von Hans-Werner Olm
- Luise aus Die stumme Serenade (1954), Oper/Operette von Erich Wolfgang Korngold
- Luise von Briest aus Effi Briest (1894), Roman von Theodor Fontane
- Louise in „Liza and Louise“ von NOFX
- Louise in „Thelma & Louise“ (Roadmovie)
- Louise, Hauptdarstellerin in „Louise (Take 2)“ (französisches Drama, 1998)
- Luise Palfy in „Das doppelte Lottchen“ von Erich Kästner
- Luise Pogge in „Pünktchen und Anton“ von Erich Kästner
- Komm uff de Schaukel, Luise, bekanntes Lied von Hans Albers
- Ach, Luise, kein Mädchen ist wie diese, bekannter Gassenhauer

### Tiere
- Wildschwein Luise (1984–1998), weltweit erstes Wildschwein als Spürtier für Drogen und Sprengstoff bei der Polizei